# 청주 곽예 묘소
청주 곽예 묘소(淸州 郭預 墓所)는 대한민국 충청북도 청주시 상당구 명암동에 있는, 고려 후기의 문신 연담공(蓮潭公) 곽예(郭預, 1232∼1286)의 묘소이다. 1977년 12월 6일 충청북도의 기념물 제20호로 지정되었다.

## 개요
충청북도 청주시 상당구 명암동에 위치한 고려 후기의 문신 연담공(蓮潭公) 곽예(郭預, 1232∼1286)의 묘소이다. 고려 고종 42년(1255)에 문과에 장원급제하여 좌승지, 국자감 대사성, 문한학사, 감찰대부 등을 역임하였다.
원종 때에는 왜구 침범을 꾸짖고 납치해간 우리나라 사람의 송환을 요구하기 위한 사신으로 일본에 다녀오기도 했다. 충렬왕 때 원나라 황제의 생일 축하 사절로 원에 갔다가 돌아오는 길에 별세하였다.
사람됨이 강직하고 소박하여 높은 지위에 이르러서도 옛날과 다름이 없었다고 한다. 글을 잘 짓고 글씨에도 능하여 독특한 서체를 이루어 당대의 명필가로 이름이 높았다.
원래는 충청북도 청원군 북이면 대율리에 묘소가 있었는데 이곳으로 이장했으며 묘역에는 2개의 묘비와 석인상, 신도비(神道碑:왕이나 고관 등의 평생업적을 기리기 위해 무덤 근처 길가에 세운 비) 등이 있다. 묘비의 글은 면암 최익현이 지었으며, 신도비의 글은 지산 김복한이 지었다.

## 같이 보기
- 곽예

## 참고 문헌
- 청주 곽예 묘소 - 국가유산청 국가유산포털